# خوکچه برزیلی
خوکچه برزیلی (نام علمی: Cavia aperea) یک گونه خوکچه هندی است که در آرژانتین، برزیل، بولیوی، کلمبیا، اکوادور، گویان، پاراگوئه، اروگوئه و ونزوئلا یافت می‌شود.
کاریوتایپ آن دارای 2n = ۶۴ و متغیر FN گزارش‌شده ۱۱۶ یا ۱۲۸ برای C. a. aperea و ۱۲۸ برای C. a. pamparum است.